# Triangulum
Triangulum (Tri), o Triângulo, é uma constelação do hemisfério celestial norte. O genitivo, usado para formar nomes de estrelas, é Trianguli. Seu nome deriva de suas três estrelas mais brilhantes, que formam um longo triângulo isósceles.
As constelações vizinhas são Andrômeda, Pisces, Aries e Perseus.

## Características notáveis

### Estrelas
Triangulum não tem estrelas de primeira magnitude. Sua estrela mais brilhante é a gigante branca β Trianguli, com magnitude aparente de 3,00, que tem uma estrela companheira próxima. A segunda estrela mais brilhante, a subgigante de classe F α Trianguli (magnitude 3,41) que também é uma estrela binária. 6 Trianguli (conhecida em algumas  fontes antigas como ι) é uma estrela dupla com um notável contraste. Um telescópio de tamanho média pode dividi-la em uma estrela amarela e uma azul. Os dois componentes são binários.

### Objetos de céu profundo
A Galáxia do Triângulo, também conhecida como Messier 33, está localizada na constelação de Triangulum. Ela é um membro do Grupo Local e está a cerca de 2,9 milhões de anos-luz da distância. Com uma magnitude aparente de 5,8, ela é visível a olho nu apenas em céus escuros. Em céus com poluição visual, ela é muito fraca ou invisível mesmo com um telescópio pequeno ou binóculos.
Além de M33, há diversas galáxias NGC em Triangulum, todas com magnitude mais fraca que 10. As maiores incluem a galáxia espiral NGC 925, que tem um comprimento de 10 minutos de arco e uma magnitude de 10, e a galáxia espiral barrada NGC 672, com um comprimento de 5 minutos de arco e magnitude de 10,7.

## História e mitologia
Triangulum foi uma das 48 constelações listadas pelo astrônomo Ptolemeu no século II, e continua como uma das 88 constelações modernas.
Um primeiro nome da constelação fora "Sicilia", pois acreditava-se que Ceres, deusa patrona da Sicília, implorou a Júpiter que a ilha fosse elevada aos céus.